# Brèche (roche)
Bréchification
Pour les articles homonymes, voir Brèche.

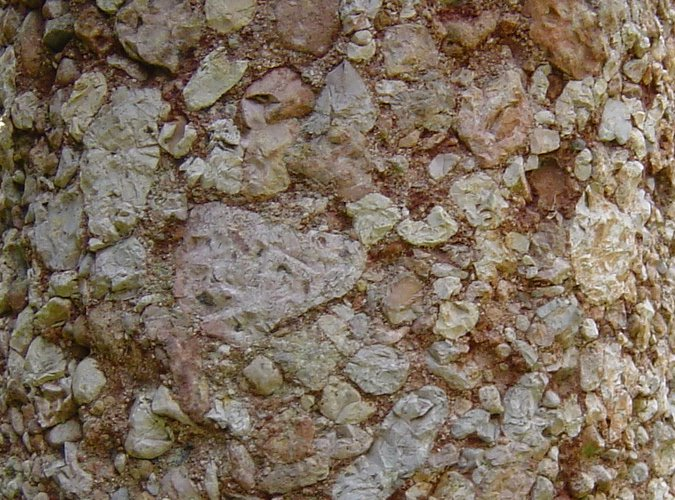
Photographie d'une brèche. Serra de l'Arrábida (péninsule de Setúbal, Portugal).

Les brèches sont, avec les poudingues et les tillites, une des trois sortes de roches qui forment la famille des conglomérats. Les conglomérats sont des roches  détritiques, c'est-à-dire issues de la dégradation mécanique d'autres roches, généralement sédimentaires, parfois volcaniques, constituées de fragments unis par un ciment naturel. Tandis que les poudingues agglomèrent des éléments arrondis (galets) qui traduisent un transport long avant sédimentation, les brèches contiennent des éléments anguleux (temps de transport court). Les tillites sont des conglomérats où coexistent les éléments arrondis et les morceaux anguleux.
La bréchification est le processus de transformation en brèche de roches préexistantes.

## Étymologie
Attesté en 1611, le terme provient du ligure bresche, lui-même provenant du terme minéralogique italien breccia, (« pierre cassée ») qui date de 1469. Plus anciennement, on retrouve la racine indo-européenne *bhrg (« briser »), par exemple en allemand, brechen (« rompre »).

## Définition
Une brèche est une roche composée d'au moins 50 % d'éléments anguleux (dont la taille est supérieure à 2 mm) pris dans un ciment naturel. La lithologie des éléments permet de distinguer une brèche monogénique composée d'éléments de même nature et une brèche polygénique composée d'éléments de natures différentes.
Il existe plusieurs types de brèches :
- une brèche sédimentaire est une roche détritique du groupe des conglomérats (classe des rudites sensu Grabau 1904), formée par l'accumulation d'éléments anguleux ayant subi un faible transport. On peut diviser les brèches sédimentaires en trois groupes en fonction de la nature des éléments et du ciment :
  - brèches de pente,
  - brèches intraformationnelles,
  - brèches éluviales.
- les cargneules sont un exemple de brèche sédimentaire ;
- une brèche de faille ou brèche tectonique est issue de la fragmentation de roches dans un contexte tectonique. Il existe plusieurs sortes de brèches tectoniques, suivant  la nature de la matrice et du ciment. On distingue ainsi les brèches en milieu cassant, composées de fragments de taille variable, pouvant aller jusqu'à la farine de roche, les brèches co-sismiques, contemporaines des tremblements de terre, et marquées par la fusion des petites particules, et les brèches hydrothermales, cimentées par des dépôts formés par des fluides hydrothermaux (eau, CO2, etc.) ;
- une brèche volcanique est composée de fragments de roches magmatiques volcaniques et d'un ciment de cendres et de lapillis, ou d'une matrice calcaire ou marneuse (pépérite). Ces brèches peuvent se former lors du volcanisme ou avec une reprise sédimentaire ;
- une brèche d'impact est composée de fragments d'origine terrestre, extraterrestre ou mixte agglomérés à la suite de l'impact d’une météorite : cf. par ex. l’astroblème de Neugrund.